# Чуловичи
Чуловичи (укр. Чуловичі) — село в Великолюбенской поселковой общине Львовского района Львовской области Украины.
Население по переписи 2001 года составляло 326 человек. Занимает площадь 9,261 км². Почтовый индекс — 81576. Телефонный код — 3231.